# 소니 리더

소니 리더 로고

소니 리더(Sony Reader)는 소니가 제조한 전자책 리더의 계열이다. E 잉크사가 개발한 전자종이 디스플레이를 이용하며 직사광선에서도 볼 수 있고 정적 이미지를 유지하는 데 드는 전력을 요구하지 않으며 수직, 수평 방향으로 이용할 수 있다.
소니는 미국, 영국, 일본, 독일, 오스트리아, 캐나다의 소니 리더 라이브러리 상점으로부터 소니 리더를 위한 전자책을 판매하며 2012년 봄을 기점으로 하여 프랑스, 이탈리아, 스페인으로 확대할 방침이다. 소니 리더는 어도비 PDF, ePUB 포맷, RSS 뉴스피드, JPEG, 소니의 사유 BBeB (BroadBand eBook) 포맷을 지원한다. 또, MP3, 암호화되지 않은 AAC 오디오 파일을 재생할 수 있다.
디지털 권리 관리 (DRM)으로 보호된 어도비 PDF, ePub 파일과 호환하므로, 소니 리더의 소유자들은 수많은 나라의 도서관으로부터 전자책을 빌릴 수 있다.
소니 리더의 DRM 규칙에 따르면 구매한 전자책은 최대 6개의 장치에서 읽을 수 있는데, 이 장치들 가운데 적어도 한 대가 윈도, 맥 OS X을 구동 중인 개인용 컴퓨터가 있으면 가능하다. 소유자가 구매한 전자책을 다른 장치들과 계정에 공유할 수 없지만, 5개의 리더를 단일 계정에 등록하여 책을 공유하는 것은 가능하다.

## 모델

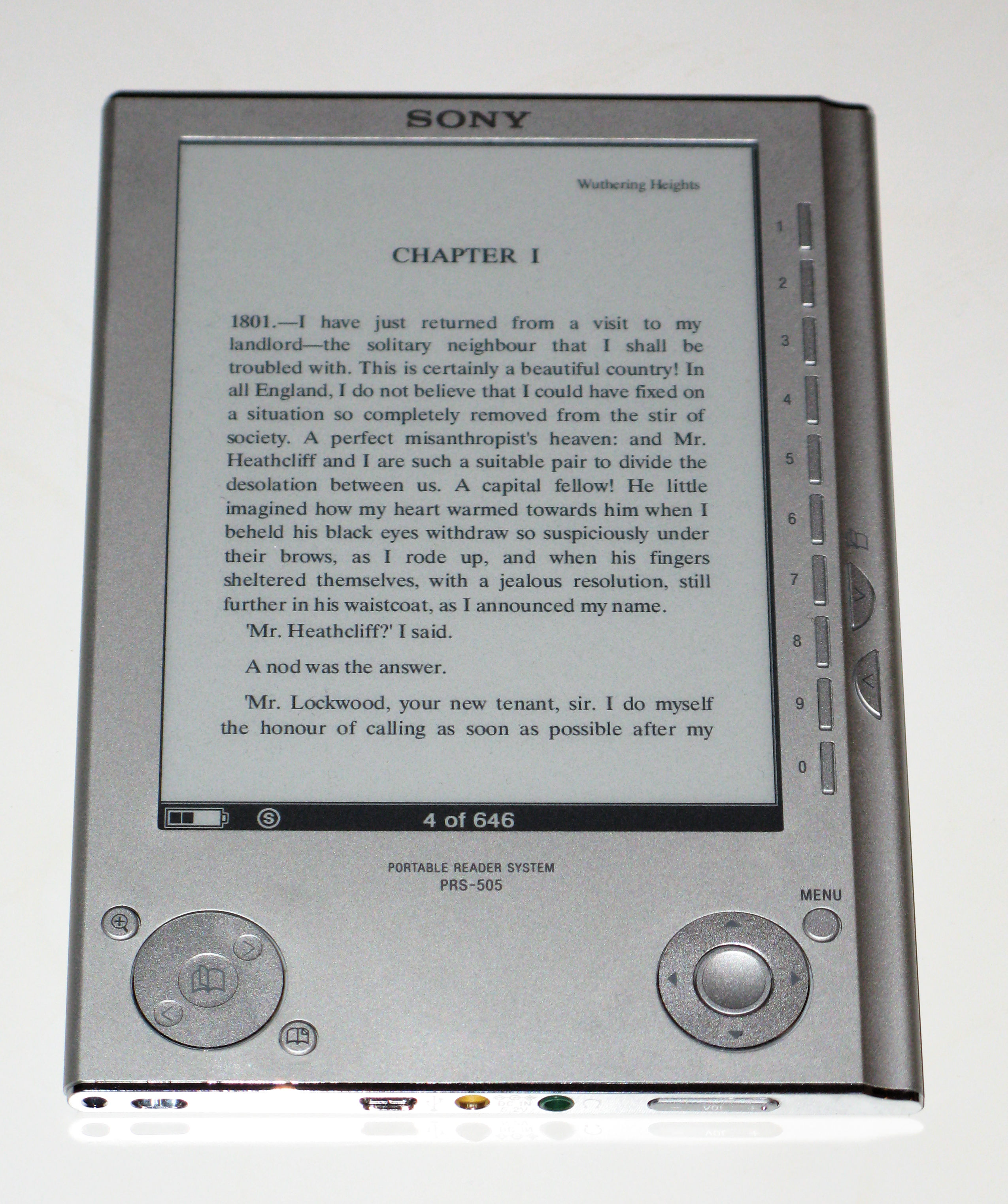
PRS-505

2006년 모델 (2007년 말 단종)
- PRS-500

2007년 모델 (2009년 말 단종)
- PRS-505

2008년 모델 (2009년 말 단종)
- PRS-700

2009년 모델 (2010년 말 단종)
- 포켓 에디션 PRS-300
- 터치 에디션 PRS-600
- 데일리 에디션 PRS-900

2010년 모델 (2010년 말 단종)
- 포켓 에디션 PRS-350
- 터치 에디션 PRS-650
- 데일리 에디션 PRS-950

2011년 모델
- 리더 와이파이 PRS-T1

## 내부 운영 체제
PRS-T1은 안드로이드 운영 체제의 수정판을 구동하고 있다고 소니는 이 기기의 법적 고지에서 언급하고 있다. 그 전작들은 몬타비스타 리눅스 프로페셔널 에디션 운영 체제를 구동한다.

## 같이 보기
- 전자책
- 아마존 킨들